# Сербська автономна область
З серпня 1990 по листопад 1991 під час розпаду Югославії було проголошено декілька сербських автономних областей (серб. Српска аутономна област (САО) / Srpska autonomna oblast (SAO)) на території СР Хорватії та СР Боснії і Герцеговини на тлі можливого відокремлення цих республік від СФРЮ. Це були населені переважно сербами регіони, що об'єдналися у дві самопроголошені держави: Сербську Кра́їну (в Хорватії) та Республіку Сербську (в БіГ). 

## САО В Хорватії
- Сербська Автономна Область Кнінська Країна (САО Країна)
- Сербська Автономна Область Східна Славонія, Бараня і Західний Срем
- Сербська Автономна Область Західна Славонія

## САО у Боснії та Герцоговині
- Сербська Автономна Область Північно-Східна Боснія
- Сербська Автономна Область Північна Боснія
- Сербська Автономна Область Романія
- Сербська Автономна Область Герцеговина
- Сербська Автономна Область Боснійська Країна